# Fractus

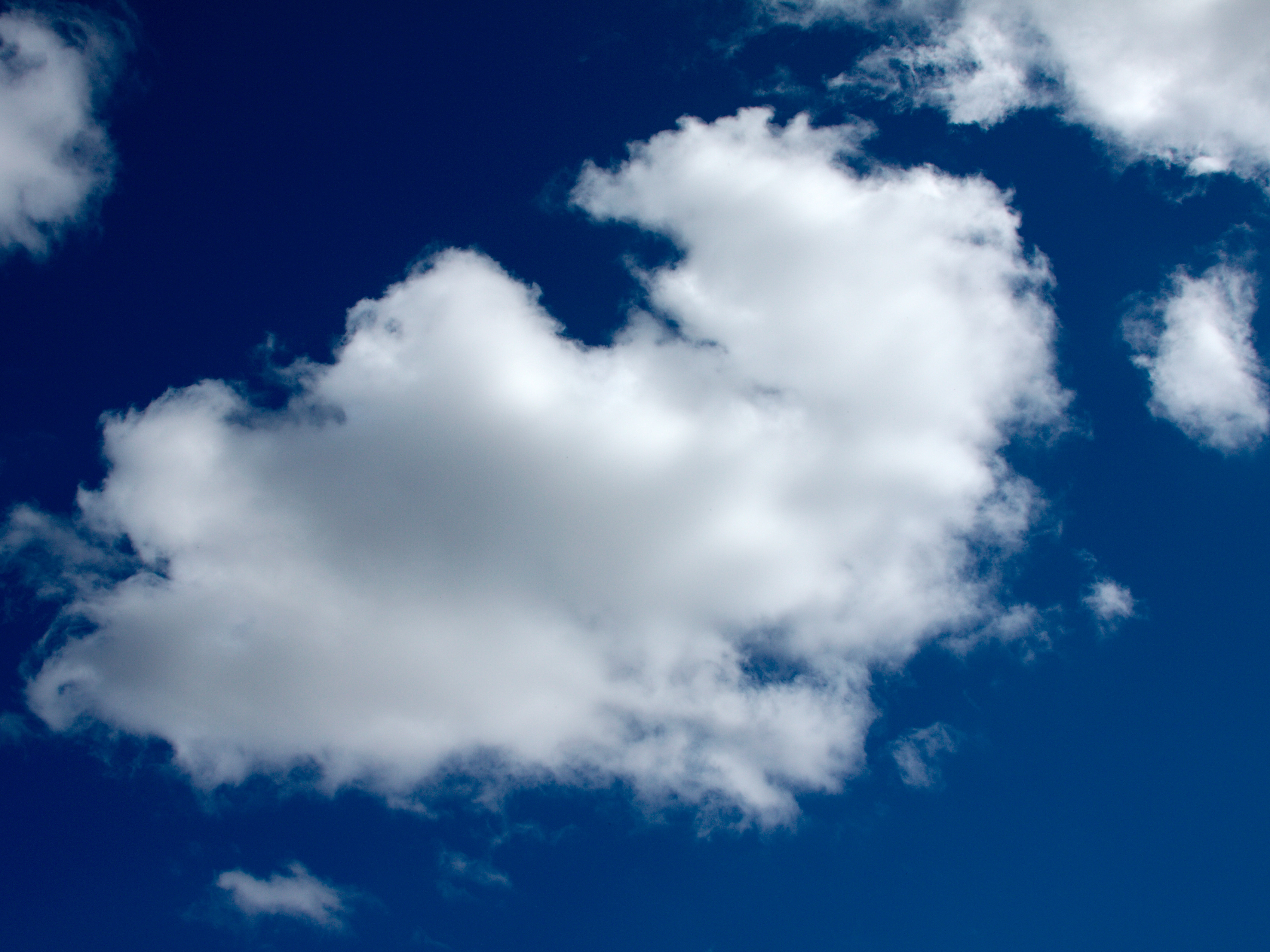
Fractocúmulo.

Los fractus, también llamado fractostrato o fractocúmulos, son fragmentos de nubes pequeños e irregulares que generalmente se encuentran junto a la base de una nube. Se forman desprendiéndose de una nube más grande y generalmente es a causa de fuertes rachas de viento, por lo que su apariencia es irregular y desmenuzada. Los fractus tienen patrones irregulares y se parecen mucho a trozos de algodón de azúcar. Cambian constantemente, a menudo formándose y disipándose rápidamente. No tienen bases claramente definidas. A veces son persistentes y se forman muy cerca de la superficie. Uno de los tipos más comunes se conoce como pannus.

## Formulación

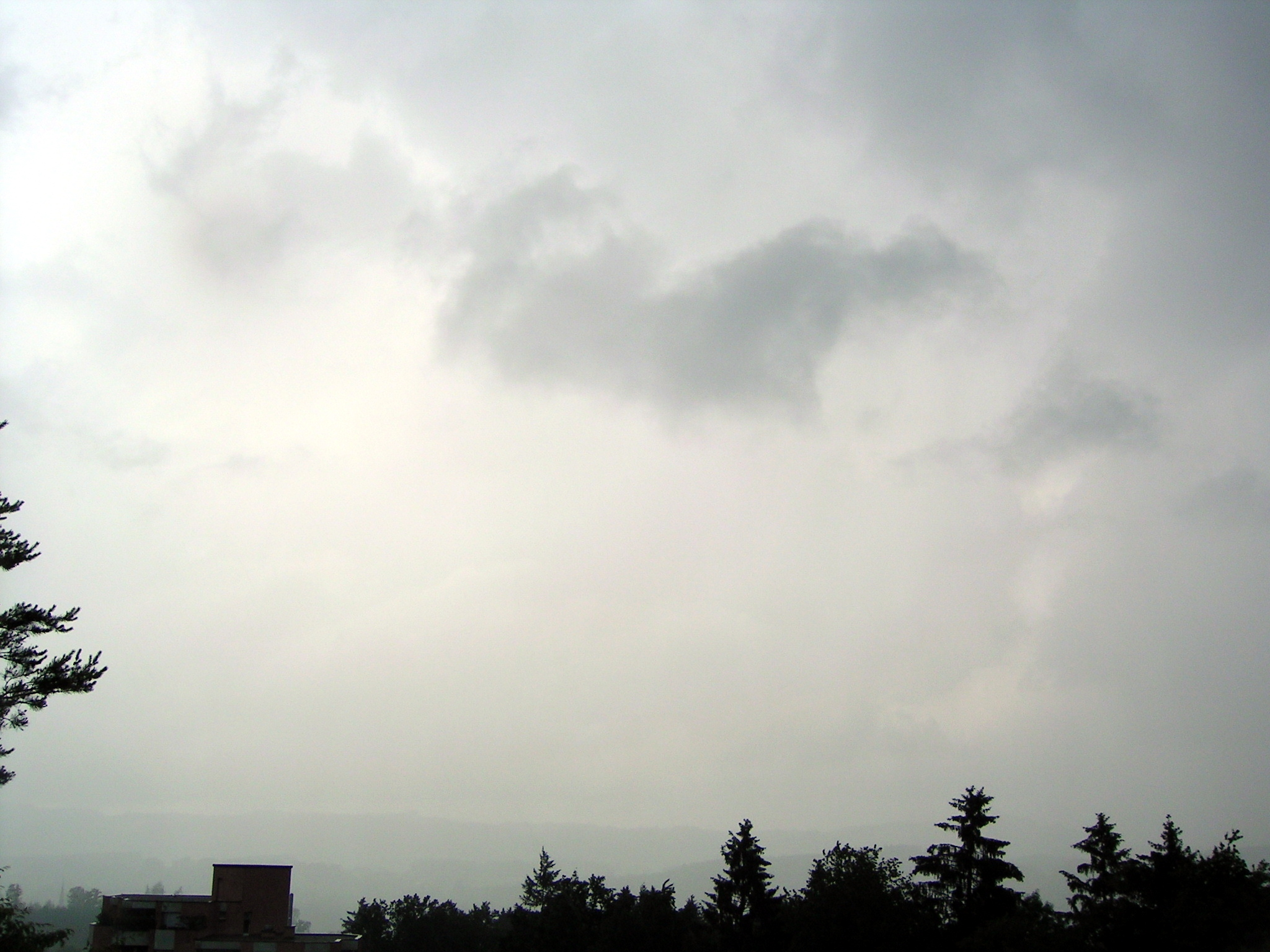
Una nube nimboestrato al fondo con un fractus en la mitad superior de la imagen.

Los fractus son nubes accesorias, llamadas así por ser un «fragmento» de la nube de la que fueron cortadas. Este tipo de nubes puede convertirse en cúmulos si el suelo se calienta lo suficiente como para producir una convección. Según su extensión vertical, el color o la dispersión de sus partículas puede ser un cúmulus o un estatus.
Los cúmulus fractus en realidad parecen nubes cúmulos irregulares. Pueden originarse a partir de cúmulos disipados, apareciendo en este caso como nubes blancas irregulares ubicadas a distancias significativas entre sí. Estos se forman en los bordes de ataque y salida de las tormentas de verano en condiciones cálidas y húmedas. La observación de fractus da una indicación de los movimientos del viento bajo la nube principal.
Las masas de varias nubes fractus, ubicadas bajo una nube principal, se denominan pannus o nubes scud .
Los fractonimbus son una forma de estrato fractus que se desarrolla bajo las nubes de precipitación debido al movimiento turbulento del aire. Son de color gris oscuro y de apariencia irregular. Los fractonimbos existen solo bajo nubes de precipitación (como nimboestratos, altoestratos o cumulonimbos) y no producen precipitación por sí mismos. Estos pueden acabar fusionándose completamente con las nubes nimboestratos superpuestas.

## Importancia en las tormentas eléctricas

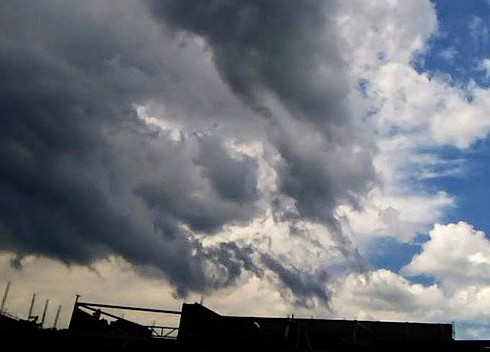
Pannus bajo una tormenta.

En las tormentas, las corrientes ascendentes suelen formarse en la zona de corrientes ascendentes, donde el aire enfría por la precipitación de las corrientes descendentes, por lo que se produce condensación bajo la capa de nubes ambiental. Si los pannus se elevan y se mueven hacia la corriente ascendente principal, la tormenta se desarrolla a partir de ese momento.
Además de formarse en la afluencia, los fractus también se forman en la salida. Los pannus son muy comunes en el borde de ataque de una tormenta, donde el frente de ráfagas levanta aire cálido y húmedo. Los pannus suelen encontrarse bajo los comulonimbus arcus.